# آشوت ساسونتی
آشوت رازمار ساسونتسی (رازمارا باندوختی واردومیان) (ارمنی: Աշուղ Ռազմար Սասունցի (Ռազմարա Պանդուխտի Վարդումյան؛  ۱۹۵۲) یک عاشوق اهل ارمنستان است. وی از سال میلادی تاکنون مشغول فعالیت بوده است.

## زندگی‌نامه
وی در ۱۹۵۲ در ایریند به دنیا آمد . وی همچنین برندهٔ جوایزی همچون چهره فرهنگی شایسته جمهوری ارمنستان شده است.